# Betaalpenning

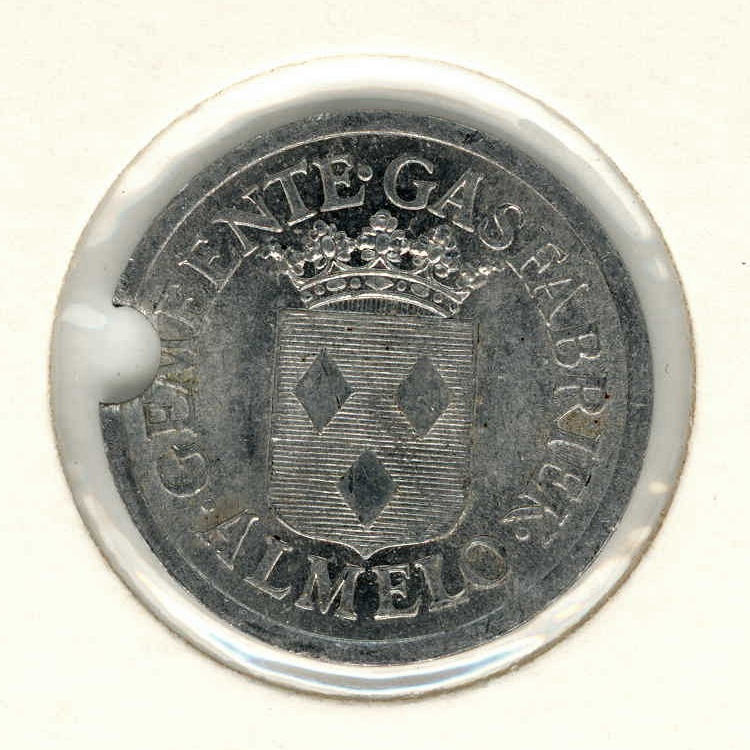
Gaspenning uit Almelo

Een betaalpenning is een munt die in een beperkte context als onderdeel van een machine,  tegoedbon of ontvangstbewijs fungeert. Als de context niet beperkt is spreekt men van noodgeld. Betaalpenningen hebben meestal de vorm van een munt van metaal, kunststof of karton. De eerste betaalpenningen waren waarschijnlijk de Romeinse spintria's. In de middeleeuwen beleefden de armenloodjes een hoge vlucht. Deze werden na de opkomst van het socialisme concurrentie aangedaan door de coöperatiepenningen. Het raadsteken, uitgereikt aan onbezoldigde gemeenteraadsleden en geaccepteerd als betaling voor bier, is een uitvinding van de vroege renaissance. De hondenpenning is een 19e-eeuwse ontwikkeling die ook nu nog wordt gebruikt. Van 1916 tot 1923 zijn in Frankrijk, Duitsland en België vele soorten van betaalpenningen in gebruik gekomen door het gebrek aan kleingeld. Hieronder waren veel vervoersbewijzen, penningen van coöperatieve  ondernemingen, waaronder militaire kantines en tehuizen, gevangenispenningen (vooral voor krijgsgevangenenkampen) en entreebewijzen voor danszalen en bioscopen, maar ook geld voor sanatoria en psychiatrische inrichtingen. In deze periode ontwikkelde men in Duitsland de generieke betaalpenning, die met een gravering voor een bepaald doel kon worden bestemd. Na de Tweede Wereldoorlog kwamen gas, elektra en boordpenningen even op. Tegenwoordig is het overgrote deel van de betaalpenningen horecapenning, maar ook kantinepenningen, parkeerpenningen en amusementspenningen worden nog veel gebruikt.
Betaalpenningen kunnen naar doel worden ingedeeld in de volgende klassen:
- Amusementspenningen. Voor gebruik in amusementsmachines, en casino's.
- Horecapenningen. Worden gebruikt om consumpties te betalen in bijvoorbeeld kantines, cafés (ook bierpennig of kellnerspenning genaamd),  disco's of bij kraampjes op festivals (dan ook wel festivalmunt genoemd).
- Coöperatieve, liefdadigheids en armenpenningen. Voor de verkoop tegen een lagere prijs of winstdeling van de coöperatie.
- Penningen voor militaire kantines en winkels, gevangenissen, tuchthuizen, psychiatrische inrichtingen, tehuizen, bordelen en aan boord van schepen. Om te voorkomen dat het geld elders kan worden uitgegeven.
- Penningen voor automatische verkoop, bijvoorbeeld benzine, automatiek, melk, fotokopie.
- Penningen voor entree of parkeren. Bedienen gewoonlijk een slagboom, deur, kluisdeur of tourniquet.
- Kortingspenningen (advertentiepenningen met waardeaanduiding), statiegeldpenningen en raadstekens
- Tijdschakelpenningen voor gas, elektra,  telefoon,  warm water, douches, wasserettes en autowastunnels
- Plaatsbewijspenningen, gewoonlijk goed voor vervoer
- Belastingpenningen. Een ontvangstbewijs voor het betalen van belasting (hondenpenning, baardbelasting) of tol.
- Stukwerkpenningen. Uitgereikt aan diverse stukwerkers als hoedenmakers, houthakkers, plantagearbeiders, bananenplukkers en kolensjouwers om hun loonrechten bij te houden.

Reclamepenningen zonder waardeaanduiding zijn geen betaalpenningen, evenmin als rekenpenningen (jetons), speelgeld, gelegenheidspenningen en penningen ter controle van aanwezigheid (zoals gildepenningen, brandweerpenningen, koelpenningen voor mijnwerkers, communiepenningen van kerkgenootschappen en gereedschapspenningen). De term betaalpenning wordt ook wel gebruikt voor advertentiepenningen die door winkeliers voor een beperkte tijd als betaling worden aangenomen (na eerst door dezelfde winkeliers te zijn verkocht). Dit is niet terecht, want er is geen technische of economische reden voor de uitgifte van deze stukken.